# 德拉沃切希
德拉沃切希，是匈牙利巴兰尼亚州所辖的一个村。总面积7.40平方公里，总人口218，人口密度29.5人/平方公里（2011年1月1日）。